# Aschtian (Verwaltungsbezirk)
Aschtian (persisch شهرستان آشتیان) ist ein Schahrestan in der Provinz Markazi im Iran. Er enthält die Stadt Aschtian, welche die Hauptstadt des Verwaltungsbezirks ist. 

## Kreise
- Zentral

## Demografie
Bei der Volkszählung 2016 betrug die Einwohnerzahl des Schahrestan 16.357. Die Alphabetisierung lag bei 81 Prozent der Bevölkerung. Knapp 54 Prozent der Bevölkerung lebten in urbanen Regionen.
| Zensusjahr | Einwohnerzahl |
| ---------- | ------------- |
| 2011       | 17.105        |
| 2016       | 16.357        |